# 4187 Shulnazaria
4187 Shulnazaria (1978 GR3) là một tiểu hành tinh vành đai chính được phát hiện ngày 11 tháng 4 năm 1978 bởi N. S. Chernykh ở Nauchnyj.
Nó được đặt theo tên Ukrainian astronomers Leonid Shulman và his wife Galyna Nazarchuk.